# باول جاي
باول جاي هو صحفي كندي، ولد في 1951 في تورونتو في كندا.

## وصلات خارجية
- باول جاي على موقع IMDb (الإنجليزية)
- باول جاي على موقع قاعدة بيانات الفيلم (الإنجليزية)